# Lilkotvaré
Lilkotvaré (Solanales) je řád vyšších dvouděložných rostlin. Zahrnuje 5 čeledí a přes 4 000 druhů. V české květeně je tento řád zastoupen čeleděmi lilkovité a svlačcovité.

## Charakteristika
Pro zástupce řádu lilkotvaré jsou charakteristické pravidelné květy se srostlou korunou a jednoduché střídavé listy bez palistů. Počet tyčinek odpovídá počtu korunních lístků.
Řád zahrnuje přes 4 000 druhů ve 164 rodech a 5 čeledích. Drtivá většina druhů i rodů náleží do dvou velkých čeledí: lilkovité a svlačcovité. Obě čeledi jsou celosvětově rozšířeny a zahrnují byliny i dřeviny.

## Taxonomie
Řád lilkotvaré náleží v moderní taxonomii do skupiny nazývané Asterids I. Nejblíže příbuznou větví je podle kladogramů APG řád hluchavkotvaré (Lamiales). Nejasné stále zůstává zařazení čeledi brutnákovité, která vykazuje četné shodné znaky.

## Význam
Hospodářsky nejvýznamnější je čeleď lilkovité, poskytující základní potraviny (brambory, paprika) a tabák. Je také zdrojem mnohých farmaceuticky využívaných alkaloidů. Do čeledi svlačcovité náleží zejména batáty neboli sladké brambory a některé okrasné rostliny. Ostatní čeledi mají zcela okrajový význam.

## Přehled čeledí
- lepicovité (Hydroleaceae)
- lilkovité (Solanaceae)
- prudilovité (Montiniaceae)
- svlačcovité (Convolvulaceae)
- Sphenocleaceae.[3]